# Kanaalstijl

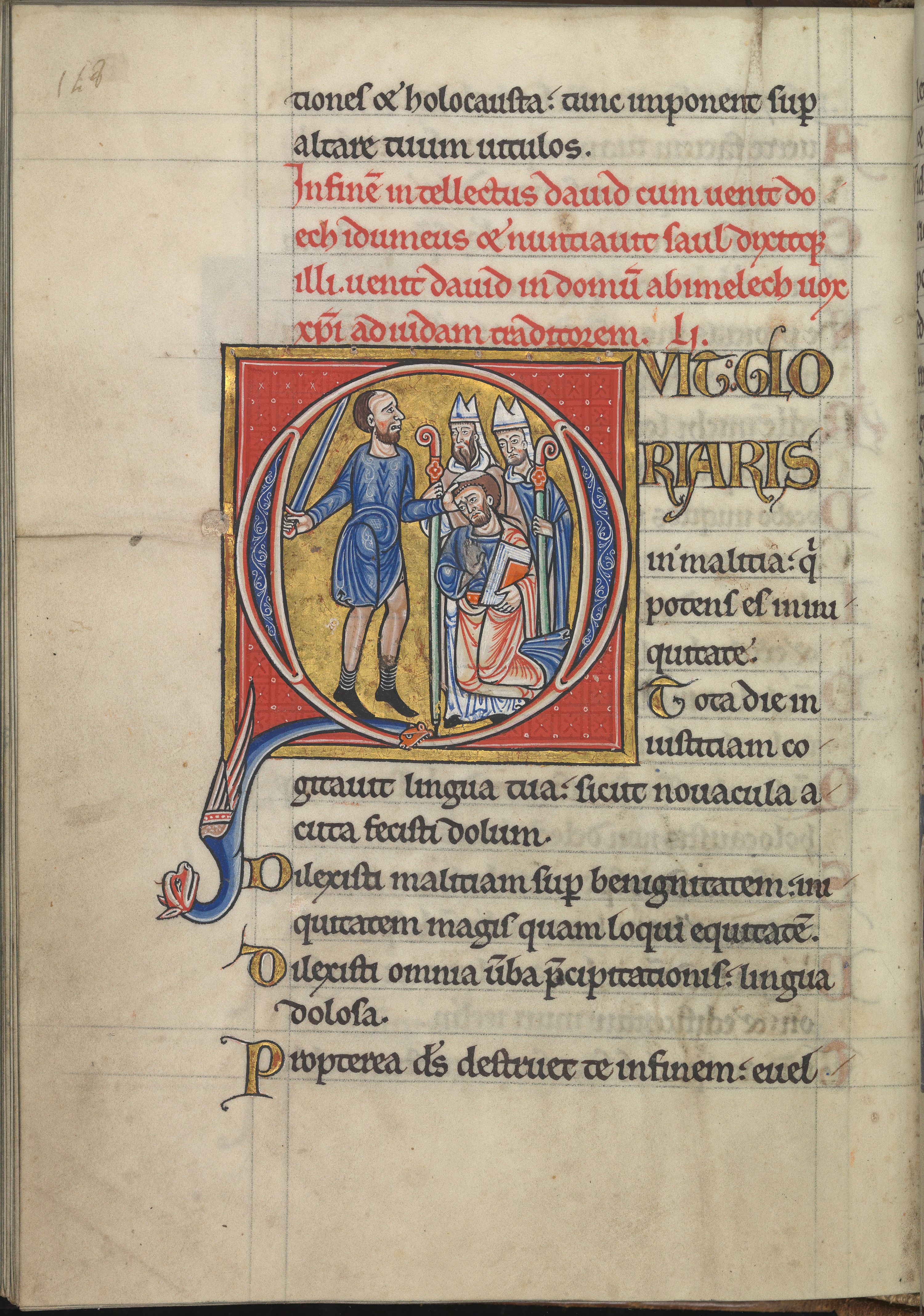
Grote gehistorieerde initiaal
psalm 51

De Kanaalstijl is een kunststijl waarvan wordt aangenomen dat hij ontstond in het graafschap Vlaanderen, Noord-Frankrijk en Engeland in het derde kwart van de 12e eeuw. Zekerheid over een precieze plaats is er niet. De eerste werken geïllustreerd met initialen in de Kanaalstijl zijn een aantal manuscripten gemaakt voor Thomas Becket en zijn secretaris Herbert Bosham in Noord-Frankrijk. De stijl ontstond door het samengaan van de gebruikelijke romaanse stijl en de Insulaire stijl. Via de Parijse scriptoria kende de stijl een snelle verbreiding in de ganse Kanaalregio maar was in het begin van de dertiende eeuw ook doorgedrongen in Saksen, Franken, het Hertogdom Zwaben en de Boven-Rijn. De meest bekende voorbeelden zijn terug te vinden in manuscripten en fresco’s maar er zijn voorbeelden in ander kunsttakken bekend zoals het Cloisters Cross in het Metropolitan Museum of Art in New York.
De kanaalstijl verspreidde zich vrij snel aan beide zijden van het Kanaal en was ook populair in de abdijen in Normandië. Een aantal van de bekende scriptoria zijn die van de Abdij van Sint-Albanus met onder meer de Epistels van Paulus, nu bewaard in het Museum of the Bible in Washington D.C., de abdij van Fécamp met het Fécamp psalter (Koninklijke Bibliotheek (Nederland) KW 76 F 13), uit Engeland kennen we het Kopenhagen Psalter (Copenhagen, Royal Library, Thott. 1432).

## Stijlkenmerken
In de handschriften zien we de grote complexe gehistorieerde en bewoonde initialen kleiner worden. Ze zijn samengesteld uit bladmotieven, spiralen, draken, leeuwen- en hondenkopjes, musicerende dieren, fabelwezens, maskers en gezichten. Een achtergrond van bladgoud wordt bijna standaard en decoratieve patronen van witte lijnen beginnen te domineren. De gezichten zijn donkerder en naturalistischer dan voorheen met gemodelleerde vormen die getuigen van een Byzantijnse invloed zoals in het Ingeborgpsalter en het Psalter van Blanche van Castilië. In de Kanaalstijl wordt het raffinement belangrijker dan het monumentale maar de inventiviteit gaat erop achteruit door het gebruik van modellen. Tegelijkertijd met de reductie van de grootte van de initialen worden ook de boeken zelf en het schrift kleiner. De stijl markeerde de overgang tussen de romaanse en de gotische stijl. Het ontstaan van de Kanaalstijl ging samen met de opkomst van miniaturisten en ateliers buiten het kloosterwezen.